# Jordi Font
Jordi Font (* 1. Mai 1975 in Barcelona) ist ein ehemaliger spanischer Snowboarder, der im Snowboardcross und in den Paralleldisziplinen startete. Er nahm an zwei Olympischen Winterspielen und fünf Snowboard-Weltmeisterschaften teil.

## Werdegang
Font nahm im November 1997 in Tignes erstmals am Snowboard-Weltcup der FIS teil und errang dabei den 54. Platz im Riesenslalom. In der Saison 2000/01 kam er bei den Snowboard-Weltmeisterschaften 2001 in Madonna di Campiglio  auf den 49. Platz im Parallelslalom, auf den 31. Rang im Riesenslalom sowie auf den 24. Platz im Snowboardcross und in der Parallel-Riesenslalom-Wertung des South American Cups auf den dritten Platz. In der folgenden Saison gewann er die Snowboardcross-Wertung des South American Cups. In der Saison 2002/03 erreichte er in Valle Nevado mit Platz vier im Snowboardcross seine beste Platzierung im Weltcup und zum Saisonende mit dem 18. Platz im Snowboardcross-Weltcup sowie den 13. Rang im Gesamtweltcup seine besten Gesamtergebnisse im Weltcup. Beim Saisonhöhepunkt, den Snowboard-Weltmeisterschaften 2003 am Kreischberg, errang er den 34. Platz im Snowboardcross. In der Saison 2004/05 wurde er spanischer Meister im Parallel-Riesenslalom und belegte bei den Snowboard-Weltmeisterschaften 2005 in Whistler den 18. Platz im Snowboardcross. Nachdem er zu Beginn der Saison 2005/06 mit Platz acht in Valle Nevado seine zweite und damit letzte Top-Zehn-Platzierung im Weltcup errang, wurde er im Februar 2006 bei seiner ersten Olympiateilnahme in Turin Vierter im Snowboardcross. In den folgenden Jahren kam er bei den Snowboard-Weltmeisterschaften 2007 in Arosa auf den 21. Platz im Snowboardcross und bei den Snowboard-Weltmeisterschaften 2009 in Gangwon auf den 61. Platz im Parallel-Riesenslalom. In seiner letzten aktiven Saison 2009/10 absolvierte er in Bad Gastein seinen 59. und damit letzten Weltcup, welchen er auf dem 67. Platz im Snowboardcross beendete und belegte bei den Olympischen Winterspielen 2010 in Vancouver den 64. Platz im Snowboardcross.

## Teilnahmen an Weltmeisterschaften und Olympischen Winterspielen

### Olympische Winterspiele
- 2006 Turin: 4. Platz Snowboardcross
- 2010 Vancouver: 64. Platz Snowboardcross

### Snowboard-Weltmeisterschaften
- 2001 Madonna di Campiglio: 24. Platz Snowboardcross, 31. Platz Riesenslalom, 49. Platz Parallelslalom
- 2003 Kreischberg: 34. Platz Snowboardcross
- 2005 Whistler: 18. Platz Snowboardcross
- 2007 Arosa: 21. Platz Snowboardcross
- 2009 Gangwon: 61. Platz Parallel-Riesenslalom

## Weltcup-Gesamtplatzierungen
| Saison  | Gesamt | Gesamt | Snowboardcross | Snowboardcross | Parallel | Parallel | Parallel-Riesenslalom | Parallel-Riesenslalom | Parallelslalom | Parallelslalom |
| Saison  | Punkte | Platz  | Punkte         | Platz          | Punkte   | Platz    | Punkte                | Platz                 | Punkte         | Platz          |
| ------- | ------ | ------ | -------------- | -------------- | -------- | -------- | --------------------- | --------------------- | -------------- | -------------- |
| 1997/98 | 3      | 127.   | -              | -              | -        | -        | -                     | -                     | -              | -              |
| 2000/01 | -      | -      | 99             | 63.            | -        | -        | -                     | -                     | 12             | 102.           |
| 2001/02 | -      | -      | 240            | 47.            | -        | -        | 14                    | 86.                   | -              | -              |
| 2002/03 | 131    | 13.    | 892            | 18.            | 18       | 84.      | -                     | -                     | -              | -              |
| 2003/04 | -      | -      | 237            | 48.            | -        | -        | -                     | -                     | -              | -              |
| 2004/05 | -      | -      | 123            | 52.            | -        | -        | -                     | -                     | -              | -              |
| 2005/06 | 744    | 116.   | 697            | 35.            | 30       | 79.      | -                     | -                     | -              | -              |
| 2006/07 | 182    | 175.   | 182            | 38.            | -        | -        | -                     | -                     | -              | -              |
| 2008/09 | 900    | 252.   | 90             | 62.            | -        | -        | -                     | -                     | -              | -              |